# Libertus (Rome)

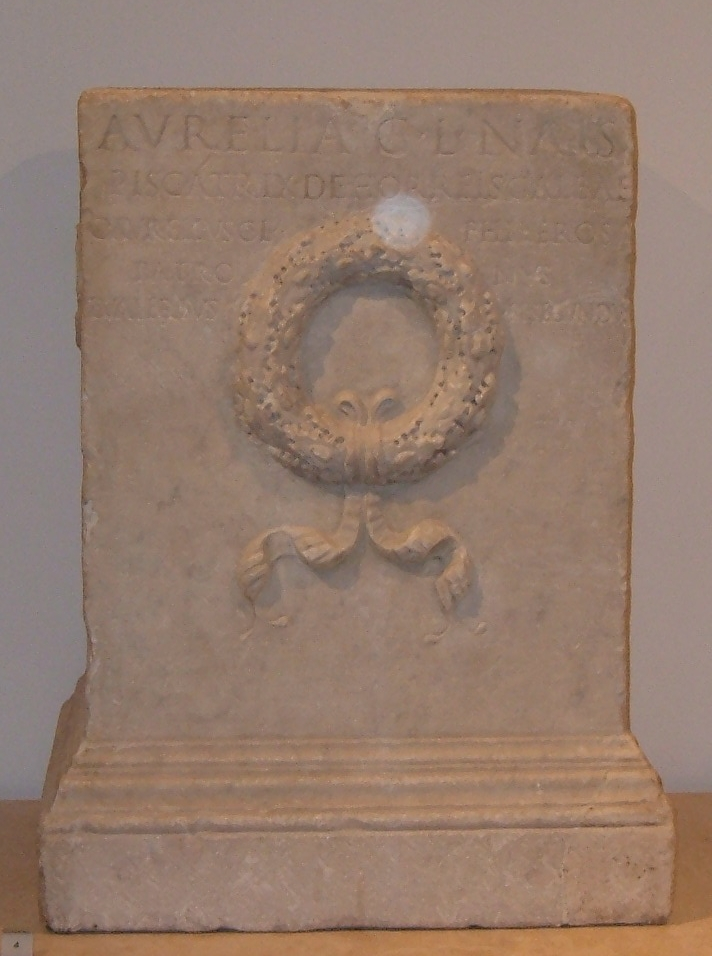
Grafmonument van Aurelia Nais, visverkoopster bij de graanpakhuizen van Galba, liberta van C(aius) Aurelius Phileros

Een libertus (fem: liberta) was in het Romeinse Rijk een vrijgelaten slaaf. Een slaaf kon deze status verwerven door een manumissio of, als lid van een grotere groep, door emancipatio. De vrijgelatene werd in de praktijk een cliens van zijn voormalige meester. Ook de familienaam van de meester gaat over op de libertus. Zo kreeg de vrijgelatene Tiro van Marcus Tullius Cicero de naam Marcus Tullius Tiro.

## Verplichtingen
De verplichtingen van de libertus of liberta hielden niet op bij de manumissio. Als cliens was hij verantwoordelijk voor de verzorging van zijn patronus en zijn kinderen in tijden van ziekte of nood, kon niet vrijelijk een rechtszaak tegen zijn patronus aanspannen zonder het risico op juridische gevolgen en was vaak verplicht zijn patroon eer te bewijzen, bijvoorbeeld door deel te nemen aan zijn begrafenisprocessie. De voormalige meester kon deze rechten nog uitbreiden door een stipulatio, een voorwaarde, of door een eed af te nemen. Dit konden giften in natura zijn, de dona et munera of diensten, de operae.
Een libertus die niet aan deze verplichtingen voldeed was ingratus, ondankbaar.

## Rangen en standen
Als libertus, vrije mens, was men, ofwel ingenuus, dat wil zeggen vrij geboren, ofwel libertinus, vrij gemaakt, door manumissio. Als men aan alle wettelijke vereisten had voldaan, en door een legitieme manumisio, een vindicta (vrijlating) of per testament de status van libertus had verworven, was men Civis Romanus, Romeins burger. Als niet aan alle wettelijke vereisten was voldaan, was men Latinus of zelfs Dediticius (onderworpene).
De Latini Juniani, zij die vrijgelaten waren onder de lex Iuniae zuchtten onder de speciale beperkingen die de wet oplegde. Zo mochten zij niet erven, noch een erfenis nalaten en niet als wettelijk voogd optreden voor wettelijk onmondige personen zoals vrouwen en kinderen.
Een bijzondere positie hadden de liberti Augusti, de vrijgelatenen van de keizer, die soms hoge ambten bekleedden en ook aan het keizerlijk hof grote invloed konden hebben. Beroemde voorbeelden hiervan zijn Antonius Pallas, Gaius Julius Polybius, Tiberius Claudius Narcissus en Gaius Julius Callistus, bij keizer Claudius.

## Verder lezen
- G. Long, art. Libertus (2), in W. Smith, A Dictionary of Greek and Roman Antiquities, Londen, 1875
- ibid.